# Episkopí Football Club
Maillots
Le Athlitikós Ómilos Episkopís Rethýmnou (en grec moderne : Αθλητικός Όμιλος Επισκοπή Ρεθύμνου), plus couramment abrégé en AO Episkopís Rethýmnou, est un club de football grec fondé en 1962 et basé dans la ville d'Episkopí, dans le district de Réthymon.
Il évolue actuellement en troisième division grecque.

## Histoire
Dans les années 2000, l'Episkopí s'installe comme un club oscillant entre le milieu amateur et semi-pro, évoluant à plusieurs reprises en quatrième division grecque.
Après la saison 2017-2018, il termine champion de sa poule régionale et monte en Gamma Ethniki.

## Palmarès
| Compétitions nationales                                                                 |
| --------------------------------------------------------------------------------------- |
| - Championnat de Grèce de quatrième division (1) : - Champion : 2011-2012 et 2019-2020. |

## Personnalités du club

### Présidents du club
- Michalis Nikolidákis

### Entraîneurs du club
| - Jasminko Velić (2014 - 2015) - Takis Gonias (2015) - Markos Stefanidis | - Kostas Anifantakis - Christos Vasiliou (2016 - 2017) - Jasminko Velić (2019 - ) |